# Нетяженко Василь Захарович
Василь Захарович Нетяженко  (нар. 8 квітня 1943) — український терапевт, кардіолог. Доктор медичних наук (1989), професор (1990), член-кореспондент АМНУ (2002).

## Життєпис
Народився 8 квітня 1943 на Поліссі. Невдовзі родина переїхала до смт Ясіня Рахівського району Закарпатської області.
У 1959 році вступив до Київського медичного інституту, а з 1961 р. продовжив навчання на медичному факультеті Ужгородського державного університету, який закінчив з відзнакою 1965.
Розпочав роботу фтизіатром на Херсонщині, а далі впродовж кількох років працював у Рахівському районі Закарпатської області — набував першого досвіду практичної роботи: від сільського лікаря та дільничного терапевта до лікаря невідкладної допомоги, осягнувши практично всі можливі аспекти тогочасної сільської медицини.
Не зупиняється на досягнутому, в 1969 р. вступає до аспірантури на базі клініки серцево-судинної хірургії Київського НДІ туберкульозу та грудної хірургії (тепер Національний інститут серцево-судинної хірургії ім. М. М. Амосова АМН України), успішно завершує навчання, захищає кандидатську дисертацію і кілька років працює в клініці; в 1979 р. починає працювати асистентом на кафедрі госпітальної терапії № 1 Київського медичного інституту (тепер Національного медичного університету ім. О. О. Богомольця).
У 1989 р. захищає докторську дисертацію, від 1988 — очолює кафедру пропедевтики внутрішньої медицини № 1 Національного медичного університету імені О.О. Богомольця, а з 1991 — деканат II медичного факультету цього ж закладу.
Дійсний член Європейського кардіологічного товариства (F.E.S.C.), Член (ISSIM) виконавчого комітету Міжнародного товариства внутрішньої медицини (2006), головний позаштатний спеціаліст  МОЗ України  із фаху « Терапія» (2011).
Від 2012 року відповідає за впровадження «Пілотного проекту щодо впровадження державного регулювання цін на лікарські засоби для лікування осіб з гіпертонічною хворобою та механізму часткового відшкодування вартості на ці ліки».

## Державні нагороди
- «Заслужений діяч науки і техніки України» (2001).

## Наукова діяльність
У 1999 р. обраний дійсним членом Європейського товариства кардіологів, а в 2002 р. — членом-кореспондентом АМН України за спеціальністю «Терапія».
Автор 372 наукових праць, серед яких, окрім оригінальних статей, 22 монографії, винаходи, навчальні програми та методичні посібники, підручники для лікарів, інтернів та студентів. Під його керівництвом на кафедрі підготовлено 2 доктори та 15 кандидатів медичних наук, готується 3 докторських та 8 кандидатських дисертацій.
Наукові інтереси професора Василя Нетяженка впродовж його усієї творчої діяльності прикуті до проблеми діагностики та лікування найпоширеніших серцево-судинних захворювань — ішемічної хвороби серця, артеріальної гіпертензії, серцевої недостатності, порушень ритму та провідності серця, системних захворювань сполучної тканини, а також некоронарогенних захворювань серця. Основні напрямки наукових досліджень Василя Нетяженка стосуються: прогнозування перебігу нестабільних форм ішемічної хвороби серця; обґрунтування патогенетичної ролі та встановлення етіобіологічних механізмів участі окремих чинників при хронічному перебігу ішемічної хвороби серця, гострих коронарних синдромах, гіпертонічній хворобі, хронічній недостатності кровообігу, системному червоному вовчаку, ревматоїдному артриті та системній склеродермії; розробка практичних питань клінічної фармакології традиційних та нових серцево-судинних засобів; ідентифікація, розробка алгоритмів виявлення предикторів аритмій, небезпечних для життя, а також вивчення етіологічного та прогностичного значення змін вегетативної нервової системи у хворих із суправентрикулярними порушеннями ритму серця; встановлення закономірностей змін серцево-судинної системи в умовах клімактеричного періоду в жінок.
Прерогативними напрямками, на яких зосереджена наукова діяльність професора Василя Нетяженка в останні десять років, є проблеми тромбогенезу, гемостазу, тромбоемболічних ускладнень при різних серцево-судинних захворюваннях. Василь Нетяженко створив новий концептуальний підхід до діагностики та наукової інтерпретації клінічних проявів різних форм дестабілізації ішемічної хвороби серця та багатьох захворювань внутрішніх органів, що полягає у встановленні ролі клітинних (тромбоцитарного, лейкоцитарного, еритроцитарного) та плазмово-білкових чинників дисбалансу системи гемостазу при цих патологіях. На підставі розкриття механізмів тромбоутворення та фібринолізу в системному артеріальному та венозному руслах професор Василь Нетяженко розробив новий підхід до прогнозування перебігу багатьох захворювань внутрішніх органів, патогенез яких містить компоненти дисемінованого внутрішньосудинного зсідання крові.
Організаційні здібності Василя Нетяженка проявляються і в науково-громадській роботі. Від 1996 р. за ініціативою та за безпосередньої участі Василя Нетяженка видається науково-практичний журнал «Клінічна фармакологія, фізіологія, біохімія»; він є членом редколегії часописів «Архів клінічної медицини», «Кровообіг та гемостаз», «Серце і судини», «Український кардіологічний журнал», «Український неврологічний журнал», «Український терапевтичний журнал», «Український науково-медичний молодіжний журнал»", медичних газет «Здоров'я України» та «Наше здоров'я».
Василь Нетяженко є членом Вченої ради Національного медичного університету ім. О. О. Богомольця, віце-президентом Українського терапевтичного товариства, членом Президії правління Українського наукового товариства кардіологів, Президентом Асоціації лікарів-інтерністів; як дійсний член Європейського товариства кардіологів виконує роботу експерта з питань гострих коронарних синдромів. Зусиллями професора Василя Нетяженка у 2000 р. уперше в Україні під егідою Європейського товариства кардіологів був проведений освітянський курс з проблем гострих коронарних синдромів, у 2002 р. — курс, який присвячувався невідкладним станам у кардіологічній практиці.